# Bibio latifasciatus
Bibio latifasciatus är en tvåvingeart som beskrevs av Yang och Cheng 1998. Bibio latifasciatus ingår i släktet Bibio och familjen hårmyggor.
Artens utbredningsområde är Zhejiang (Kina). Inga underarter finns listade i Catalogue of Life.